# 1-krone
 Der er for få eller ingen kildehenvisninger i denne artikel, hvilket er et problem. Du kan hjælpe ved at angive troværdige kilder til de påstande, som fremføres i artiklen.

| 1 krone (Danmark) | 1 krone (Danmark) |
| ----------------- | ----------------- |
| Værdi:            | 1 danske kroner   |

Enkronen er den mindste gyldige sølvfarvede mønt i Kongeriget Danmark. 
Den mønt der bruges i dag, blev sat i omløb d. 26. januar 1993.
Mønten er fremstillet i kobbernikkel, har en diameter på 20,25 mm, vejer 3,6 g, har en tykkelse på 1,6 mm og har en riflet rand.

## Tidligere enkroner

### 1875-1898
Den første enkrone havde et portræt af Kong Christian IX og hjertemøntmærket på forsiden. 
På bagsiden sås det lille rigsvåben omgivet af en delfin og et bygaks.
Mønten bestod af 80% sølv, vejede 7,5 g, målte 25 mm i diameter. I alt blev der præget 6,2 mio stk. 

### 1915-1916
Enkronen mellem 1915 og 1916 havde Kong Christian X's portrætmonogram og hjertemøntmærket på forsiden. Bagsiden var magen til Kong Christian IX's enkrone – en delfin og bygaks. På bagsiden var der et spiralmønster. 
Mønten bestod af 80% sølv og vejede 7,5 g og der blev præget 2,4 mio stk. 

### 1924-1941
Enkronen mellem 1924-1941 havde Kong Christian X's kronede spejlmonogram på forsiden og hjertemøntmærket. På bagsiden sås Christian V's krone. 
Enkronen bestod af aluminiumsbronze og der blev præget ca. 17,3 mio stk. 

### 1942-1947
Enkronen mellem 1947-1959 havde Kong Christian X's portræt på forsiden og det karakteristiske hjertemøntmærke. På bagsiden sås et korslagt hvede- og havrestrå. 
Enkronen bestod af det guldfarvede aluminiumsbronze og vejede 6,5 g. I perioden blev der ca. præget 13,4 mio stk.

### 1947-1959
Enkronen i denne tidsperiode havde Kong Frederik IX's portræt på forsiden og det karakteristiske hjertemøntmærke. På bagsiden sås det lille rigsvåben. 
Enkronen var lavet i aluminiumsbronze og vejede 6,5 g. I perioden 1947-1959 blev der ca. præget 29,4 mio. stk. Der blev også præget enkelte 1 kroner med årstallet 1960, hvor mange vides ikke præcist. De kom dog aldrig ud i cirkulation og deres eksistens blev først kendt mange år efter.[kilde mangler]

### 1960-1972
Enkronen i denne tidsperiode havde Kong Frederik IX's portræt på forsiden og det karakteristiske hjertemøntmærke. På bagsiden sås det store rigsvåben. 
Enkronen var lavet i det sølvfarvede kobbernikkel og vejede 6,8 g. Frem til 1972 blev der præget ca. 195,7 mio. stk. 

### 1973-1989
Enkronen i denne tidsperiode havde Dronning Margrethe II's portræt på forsiden. Den havde også hjertemøntmærket, som stadig bruges på den nuværende serie. På bagsiden sås det store rigsvåben.
Enkronen var lavet af kobbernikkel og vejede 6,8 g. Frem til 1989 blev der ca. præget 307,6 mio. stk.